# Federico López Silvestre
Federico López Silvestre (Santiago de Compostela, 9 de noviembre de 1973) es un historiador del arte y ensayista español especializado en estética y teoría del arte. Se trata de uno de los mayores expertos en estética del paisaje en lengua castellana.

## Carrera académica e investigadora
Se licenció en Geografía e Historia por la Universidad de Santiago de Compostela en 1996, con especialidad en Historia del Arte, recibiendo el título de doctor por la misma universidad en 2005. Obtuvo el premio extraordinario por su tesis doctoral sobre el desarrollo del paisaje como idea estética en Galicia desde el siglo XVI hasta el XX. Actualmente es Profesor Titular de Estética e Historia del Arte en la Universidad de Santiago de Compostela.
A lo largo de su trayectoria ha participado en numerosos proyectos de investigación, ha organizado más de una quincena de congresos, encuentros y seminarios nacionales e internacionales, y ha participado en más de setenta eventos de este tipo tanto en España como en el extranjero. De entre ellos, se le han encargado ponencias plenarias en los siguientes centros europeos de referencia en el estudio sobre el paisaje: Centro de Arte y Naturaleza (CDAN) de Huesca, Haute école du paysage, d’ingénierie et d’architecture (HEPIA) de Ginebra, Observatori del Paisatge de Catalunya, Universidade do Porto, Università di Bologna, Instituto Andaluz de Patrimonio y Paisaje, Universidade de Évora o Fondazione Benetton de Treviso.
Entre sus méritos destacan la publicación de seis libros de autoría única, múltiples textos en catálogos de exposición y una gran cantidad de artículos y capítulos en obras colectivas. Además, ha desarrollado una encomiable labor editorial con sus ediciones críticas en español de La sombra de las cosas: sobre paisaje y geografía, de Jean-Marc Besse (Biblioteca Nueva, 2010); El arte de pasear, de Karl Gottlob Schelle (Díaz & Pons, 2013); Amistar y Notas sobre la cabaña, de Gilles A. Tiberghien (Díaz & Pons, 2013 y Biblioteca Nueva, 2017); El arte del paisaje, de Raffaele Milani (Biblioteca Nueva, 2015) y El posanarquismo explicado a mi abuela: el principio de Gulliver, de Michel Onfray (Biblioteca Nueva, 2018). Esta profusa actividad ha sido posible gracias a la dirección de colecciones de libros como «Vita aesthetica», en Díaz & Pons, y «Paisaje y teoría», en Biblioteca Nueva (codirigida con Javier Maderuelo y Joan Nogué).
Asimismo, el carácter interdisciplinar de sus investigaciones se evidencia en la profunda relación que ha trazado entre los campos del Arte, la Filosofía, la Biología o la Geografía a lo largo de su carrera. Al respecto, son destacables las invitaciones recibidas para participar en másteres, seminarios o publicaciones nacionales e internacionales de historiadores del arte, geógrafos, arquitectos, filósofos, filólogos y hasta edafólogos.

## Pensamiento
Su obra está profundamente influida por el pensamiento continental contemporáneo y, especialmente, por la filosofía francesa. En lo referido a la teoría del paisaje ha oscilado desde posiciones idealistas, según las cuales el paisaje es un constructo humano y mental («El discurso del paisaje. Historia cultural de una estética en Galicia», 2005), a innovadoras propuestas que beben de y polemizan con el pensamiento de Jacques Lacan y Gilles Deleuze (Los pájaros y el fantasma, 2013). Es en esta deriva donde se enmarcan conceptos como los de «ruinas al revés» o «tiempo salvaje», nacidos a remolque del nuevo contingentismo filosófico.

## Libros
- Culos inquietos, infinitos asientos, Madrid: Ediciones Asimétricas, 2018. ISBN: 9788494917844.
- Los pájaros y el fantasma: una historia del artista en el paisaje, Salamanca: Ediciones Universidad de Salamanca, 2013. ISBN: 978-84-9012-272-3.
- Micrologías o Historia breve de artes mínimas, Madrid: Abada, 2012. ISBN: 978-84-15289-33-3.
- A emerxencia da paisaxe na Galicia da Ilustración (1700-1833), Madrid: Biblioteca Nueva, 2009. ISBN: 978-84-9742-909-2.
- Os límites da paisaxe na Galicia dos Austrias (1517-1700), Madrid: Biblioteca Nueva, 2008. ISBN: 978-84-9742-847-7.
- El paisaje virtual: el cine de Hollywood y el neobarroco digital, Madrid: Biblioteca Nueva, 2004. ISBN: 84-9742-354-2.